# Furillen
Furillen oder Furilden ist eine Insel vor der nordöstlichen Küste der schwedischen Insel Gotland. Es wird gesagt, dass der Name Furilden daher kommt, dass die ganze Insel vor über 500 Jahren gebrannt haben soll. Bis in die 1970er Jahre befand sich dort Kalksteinindustrie. Die Insel Furillen war bis weit in die 1990er-Jahre ein militärisches Sperrgebiet, wo sich die Radarstationen R130 Katten (Katze) und später R236 Bonsen, wobei bons wie båns ausgesprochen und manchmal auch geschrieben wird, was ein gotländisches Wort für „Kater“ ist. Diese sind inzwischen abgewickelt worden. Furillen hat eine Landverbindung zur Küste bei Lergrav.
Die alten Fabrikgebäude der Kalksteinindustrie werden heute als stilreines Hotel mit Konferenzlokalitäten verwendet, das Hotel Fabriken Furillen. Die Insel wird heute oft für verschiedene Mode-, Musik- oder Reklameveranstaltungen genutzt. Die Insel gehört zum größten Teil (500 Hektar) dem Fotografen und Unternehmer Johan Hellström, der auch das Hotel Fabriken betreibt.
Heute ist ein 1,3 km² großes Gebiet
im Norden von Furillen ein Naturreservat und Natura 2000-Gebiet.

## Bilder

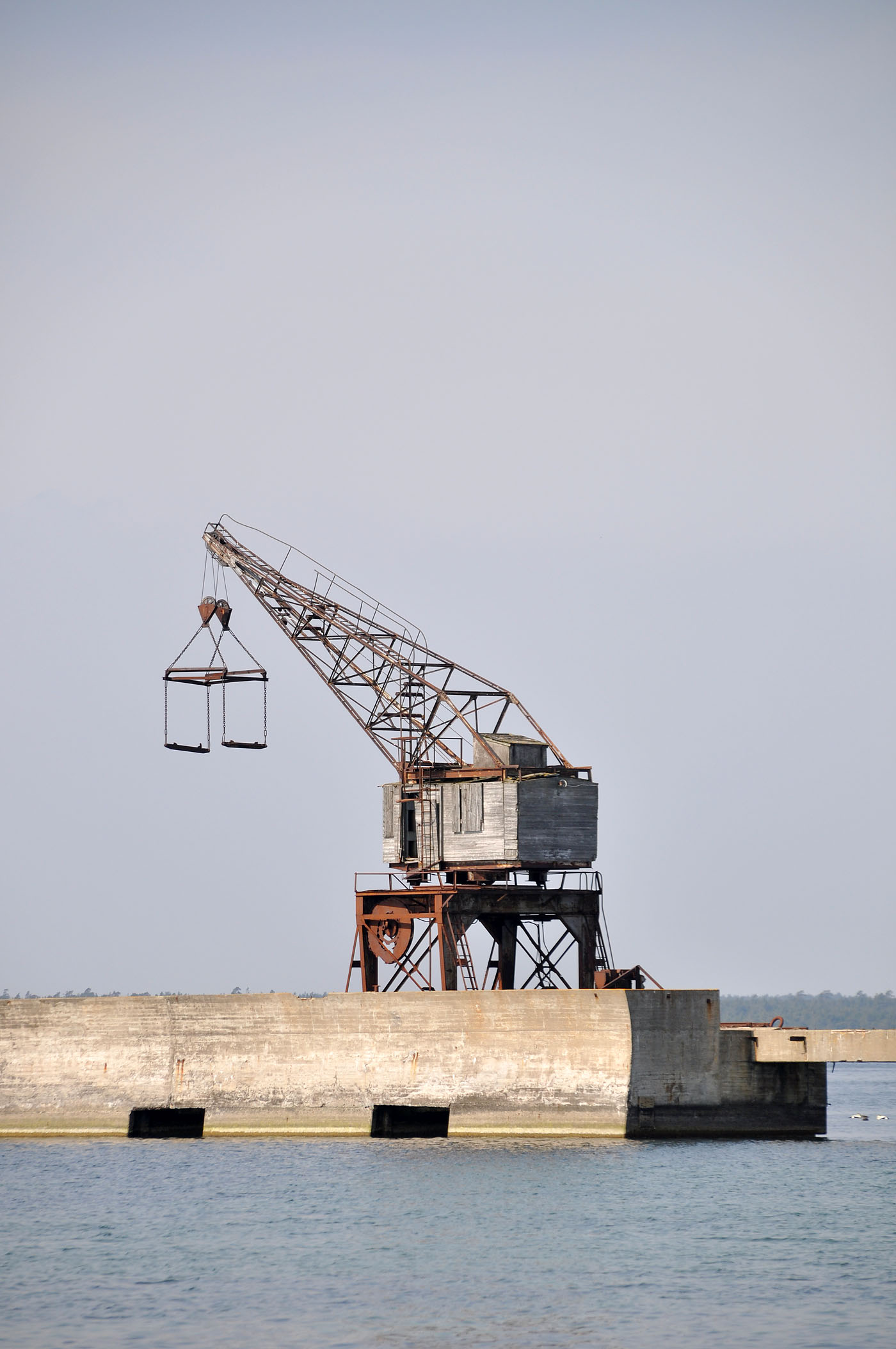
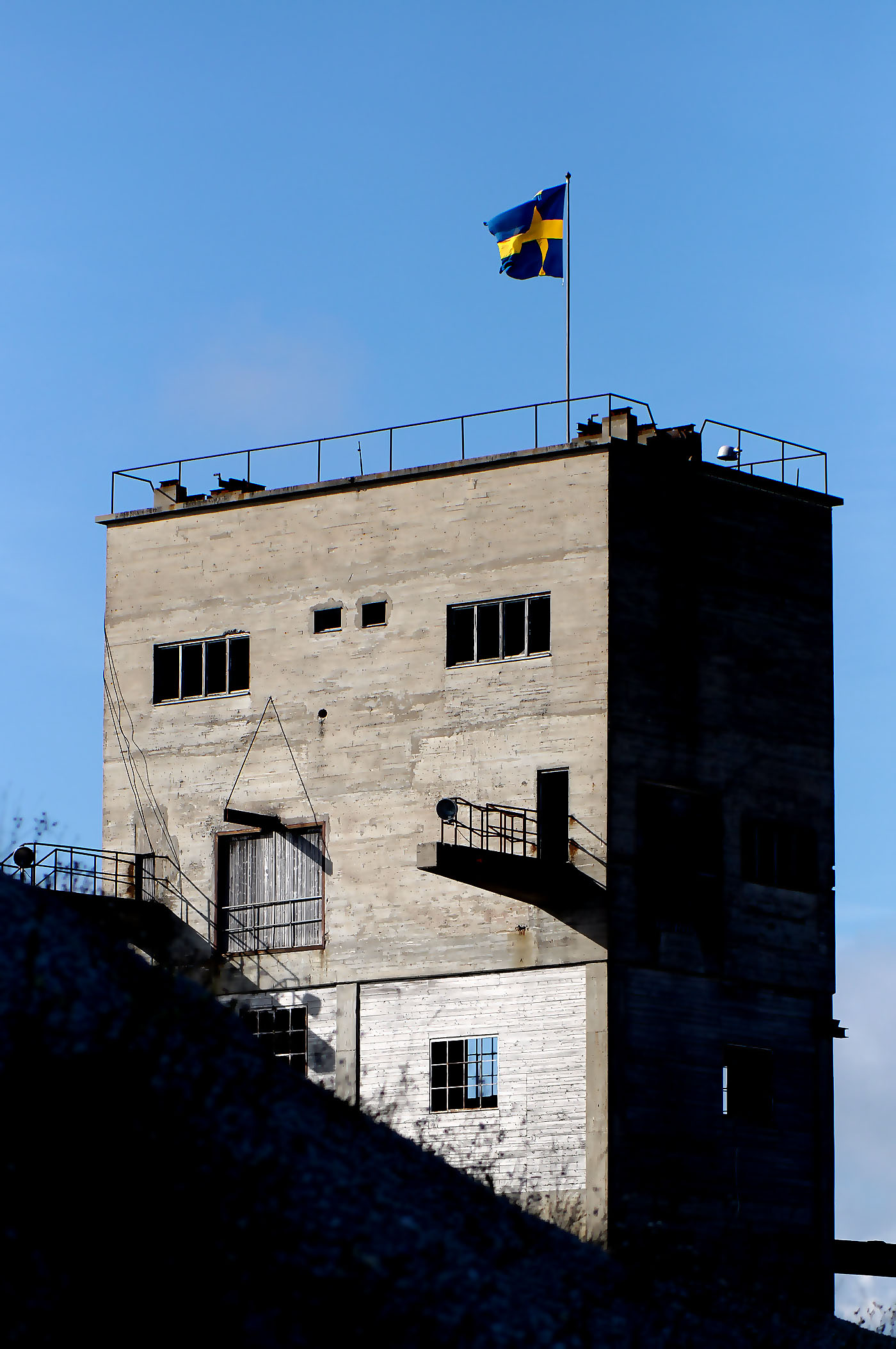
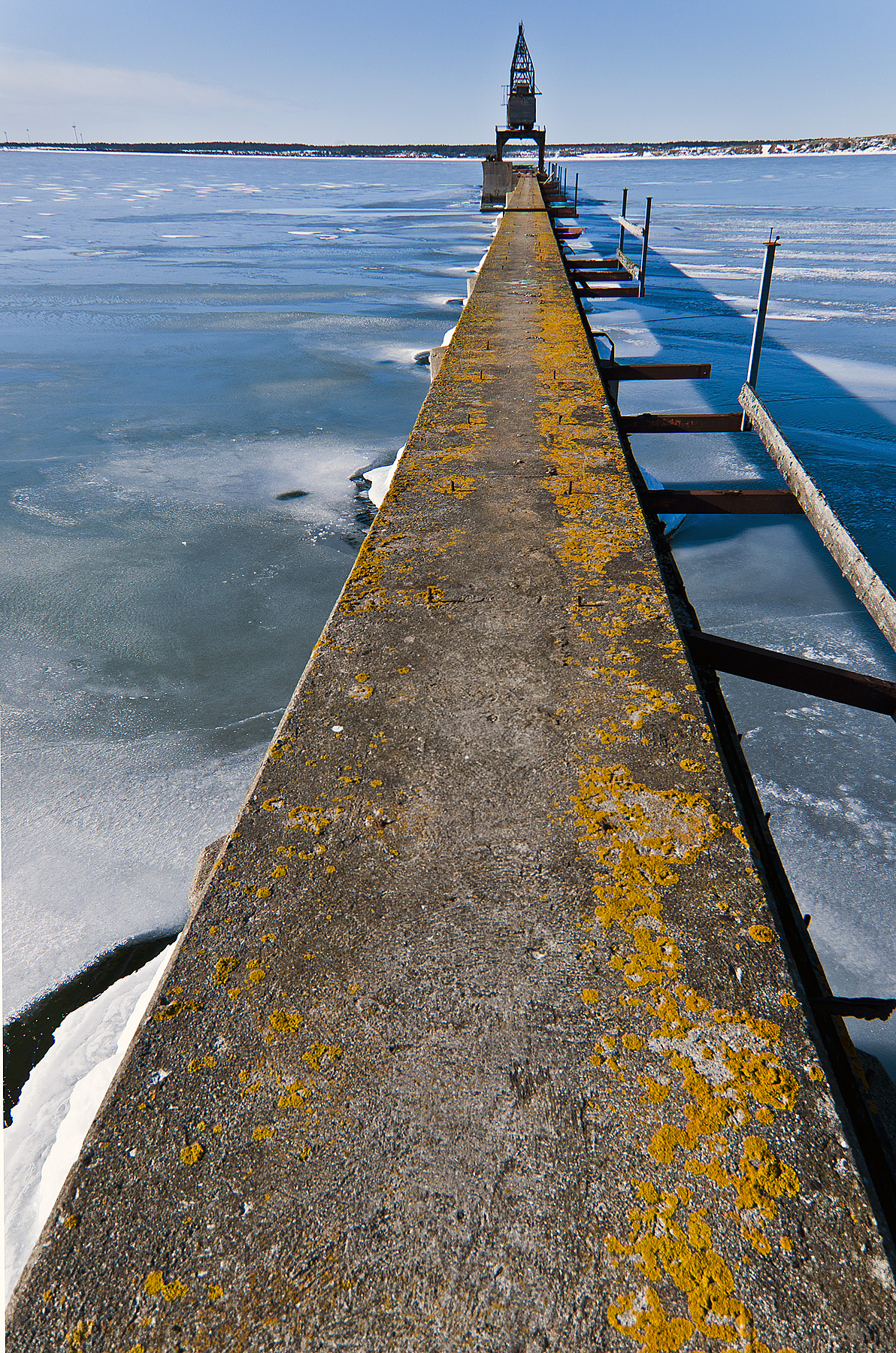
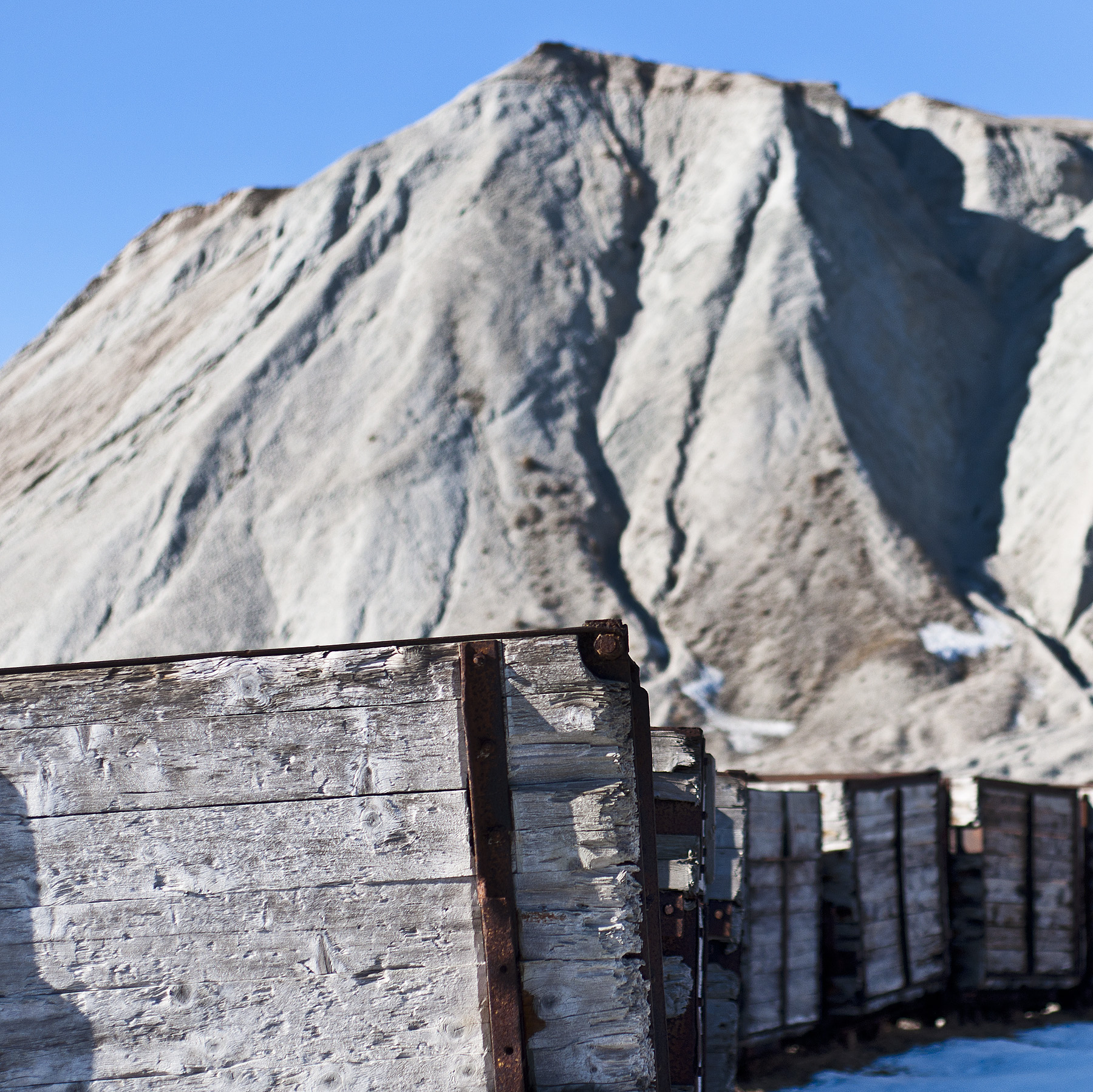